# دیتریک

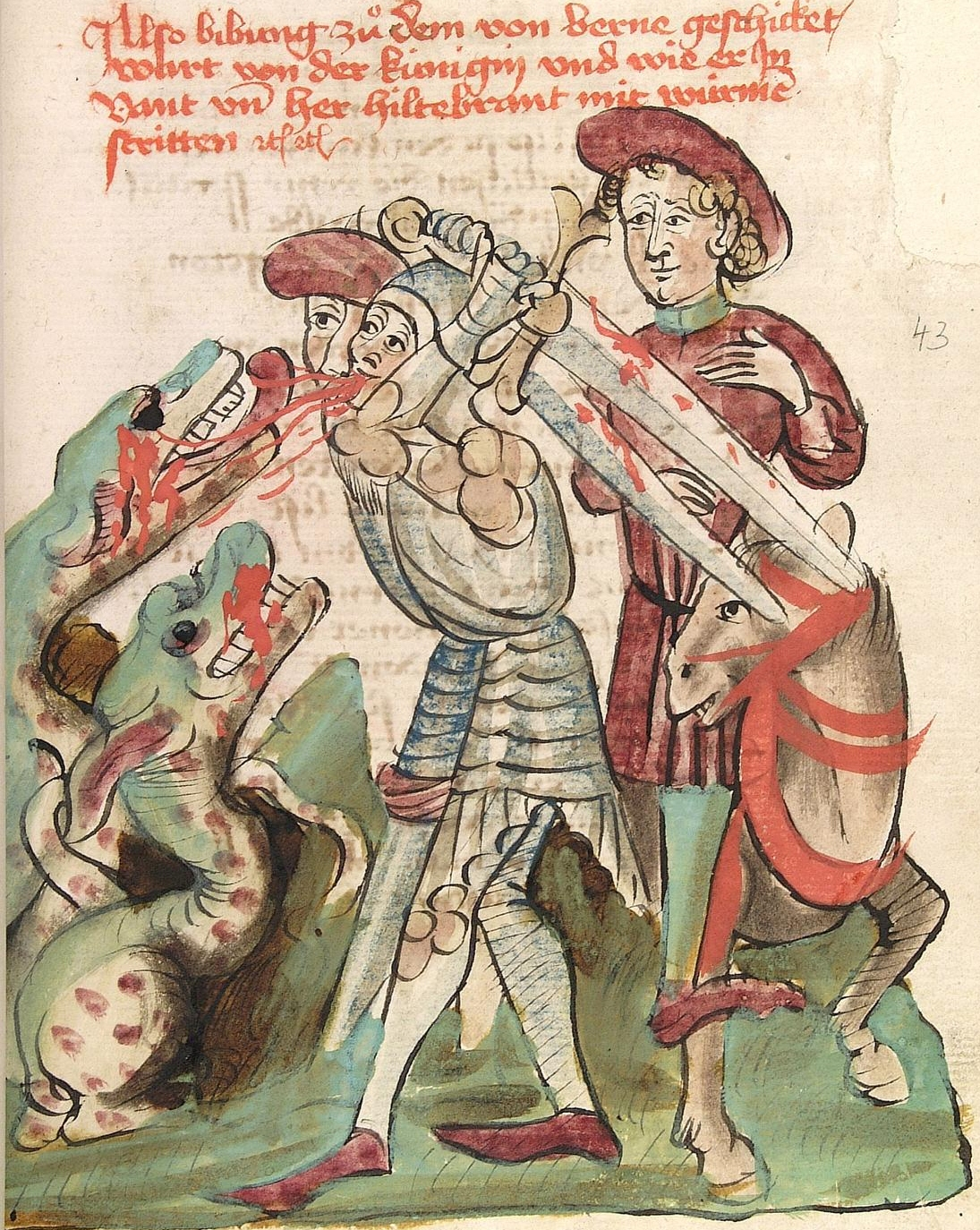
صحنه ای از شعر ورجنال: دیتریک فن برن و هیلدبراند با اژدها می جنگند.

دیتریک فن برن (به انگلیسی: Dietrich von Bern) نام شخصیتی در افسانه های قهرمانانه ژرمنی است که از آن به عنوان نسخه افسانه ای پادشاه اوستروگوت‌ها، تئودوریک کبیر یاد می‌شود. نام «دیتریک» به معنای «حاکم مردم» شکلی از نام آلمانی «تئودوریک» است.